# Triumfkrucifix

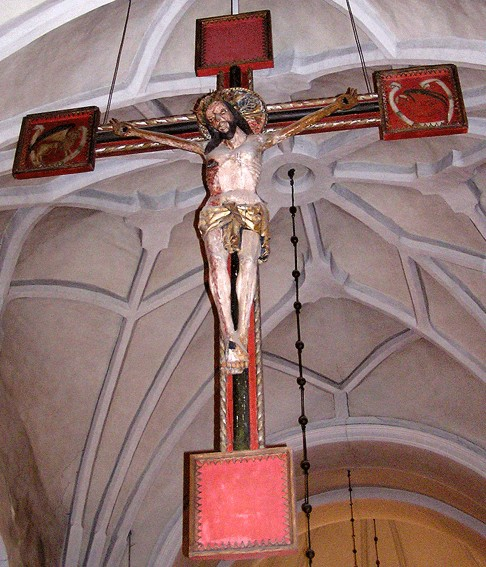
Triumfkrucifix i Ytterselö kyrka, Södermanland.

Ett triumfkrucifix är ett krucifix som i en kyrkobyggnad är placerat i anslutning till en triumfbåge, det vill säga i övergången mellan kor och långhus. Ofta omges triumfkrucifixet av Maria och aposteln Johannes.
Termen "triumfkrucifix" betecknar den triumf som den återuppståndne Jesus Kristus (Christus triumphans) vann över döden.

## Bilder

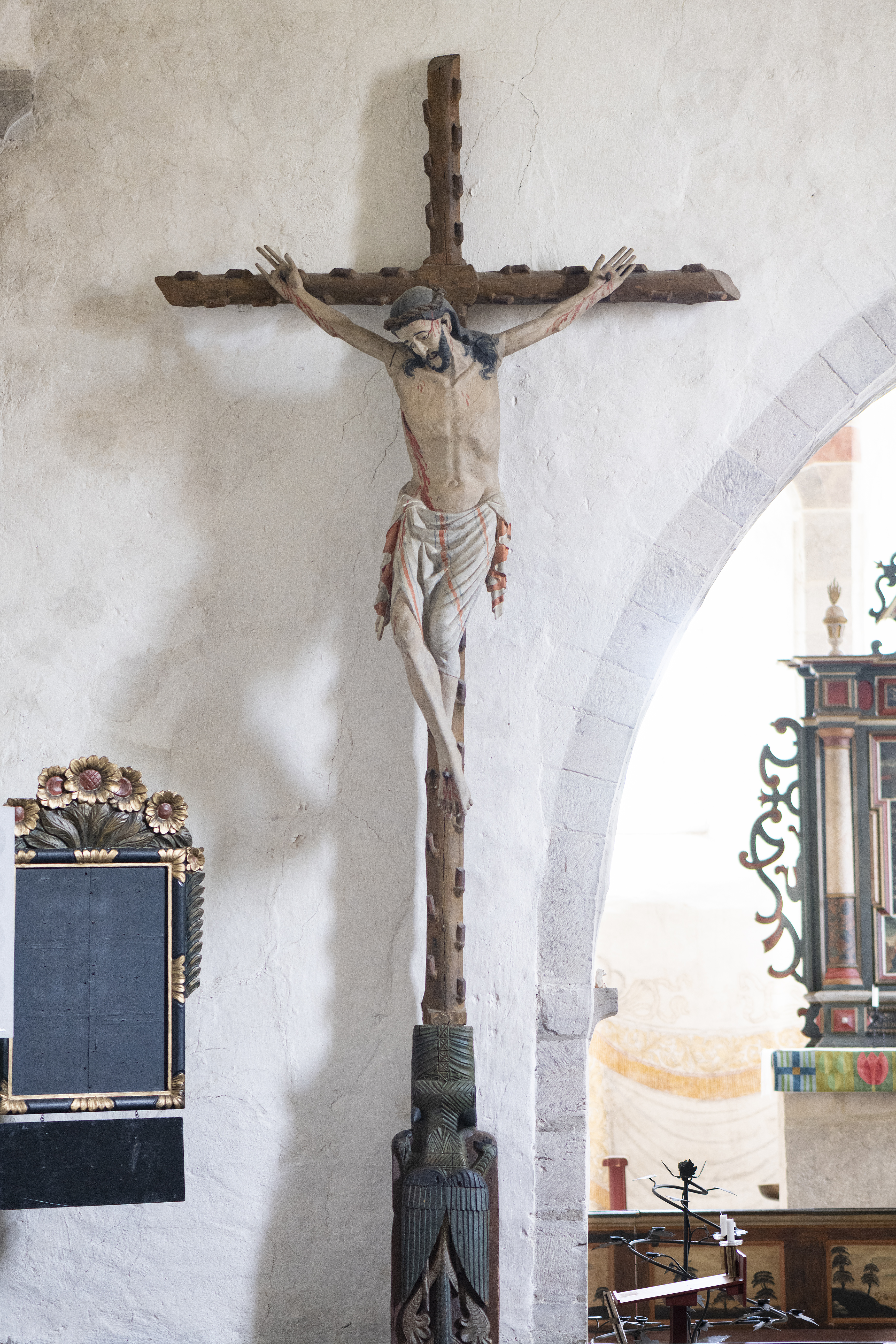
Triumfkrucifix i Tingstäde kyrka, Gotland.